# Diethylsulfit
Diethylsulfit ist eine chemische Verbindung aus der Gruppe der Ester der schwefligen Säure.

## Gewinnung und Darstellung
Diethylsulfit kann durch Reaktion von Thionylchlorid mit Ethanol gewonnen werden.
{\displaystyle \mathrm {SOCl_{2}+2\ C_{2}H_{5}OH\longrightarrow SO(OC_{2}H_{5})_{2}+2\ HCl} }

## Eigenschaften
Diethylsulfit ist eine farblose Flüssigkeit, die löslich in Ethanol ist.

## Verwendung
Diethylsulfit wird als Antioxidans bei einigen Polymeren verwendet.